# Medaile Za vítězství nad Japonskem
Medaile Za vítězství nad Japonskem (rusky Медаль «За победу над Японией») byla sovětská vojenská medaile založená roku 1945. Udílena byla občanům Sovětského svazu za účast v boji proti Japonsku během druhé světové války.

## Historie
Medaile byla založena vyhláškou prezidia Nejvyššího sovětu Sovětského svazu ze dne 30. září 1945. Byly předloženy čtyři návrhy na vzhled medaile. Dvě verze navrhl umělec M. L. Lukinoj a dvě A. I. Kuzněcov. Na prvním Lukinojově návrhu byl profil Stalina obklopený nápisem ЗА ПОБЕДУ НАД ЯПОНИЕЙ (za vítězství nad Japonskem). Ve spodní části medaile vpravo byla vavřínová větvička. Na druhém návrhu byl Stalinův portrét se stejným nápisem ve spodní části a nahoře se dvěma vavřínovými větvemi, mezi nimiž byla umístěna pěticípá hvězda. Na zadní straně obou návrhů byl nápis na dvou řádcích 2-IX 1945 (2. září 1945), nad kterými byla pěticípá hvězda. Na obou Kuzněcovových návrzích byl portrét Stalina z profilu, v jedné verzi bez čepice, na druhé v čepici. Na zadní straně byl nápis na čtyřech řádcích ЗА ПОБЕДУ НАД ЯПОНИЕЙ 1945 (za vítězství nad Japonskem 1945). Přijat byl první návrh Lukinoje s několika úpravami.
Celkově byla medaile udělena přibližně v 1 831 000 případech. Přestože podle statutu vyznamenání mohla být medaile každému udělena pouze jednou, existují případy opakovaného udělení medaile stejné osobě. Například Tatjana Fjodorovna Lysenko obdržela toto vyznamenání dvakrát. Vyhláškou ze dne 5. února 1951 bylo zavedeno, že po úmrtí oceněného zůstávala medaile jeho dědicům. Před touto vyhláškou se musela vracet státu.
Vyznamenání bylo upraveno dekretem Nejvyššího sovětu Sovětského svazu č. 2523-X ze dne 18. července 1980.

## Pravidla udílení
Medaile se udílela všem vojákům i civilním příslušníkům jednotek a útvarů Rudé armády, námořnictva a jednotek NKVD, kteří se přímo účastnili akcí proti japonskému nepříteli v rámci 1. dálněvýchodního frontu, 2. dálněvýchodního frontu, Zabajkalského frontu, Tichomořské flotily či Amurské válečné flotily.

## Popis medaile
Medaile pravidelného kulatého tvaru o průměru 32 mm je vyrobena z mosazi. Na přední straně je portrét generalissima Sovětského svazu J. V. Stalina z profilu hledící doprava. V horní části medaile je při vnějším okraji nápis v půlkruhu ЗА ПОБЕДУ НАД ЯПОНИЕЙ (za vítězství nad Japonskem). Na zadní straně je nápis 3 СЕНТЯБРЯ 1945 (3. září 1945). Nad ním je pěticípá hvězdička. Všechny nápisy a motivy jsou konvexní. Vnější okraje medaile jsou vystouplé.
Medaile je připojena pomocí jednoduchého kroužku ke kovové destičce ve tvaru pětiúhelníku potažené hedvábnou moaré stuhou. Stuha je široká 24 mm a sestává ze širokého červeného pruhu uprostřed, na který z obou stran navazují pruhy bílé barvy, úzké červené proužky a oba okraje jsou lemovány žlutými proužky.

Medaile Za vítězství nad Japonskem se nosí nalevo na hrudi. V přítomnosti dalších sovětských medailí se nosí za Jubilejní medailí 40. výročí vítězství ve Velké vlastenecké válce 1941–1945. Pokud se nosí s vyznamenáními Ruské federace, pak mají ruská vyznamenání přednost.

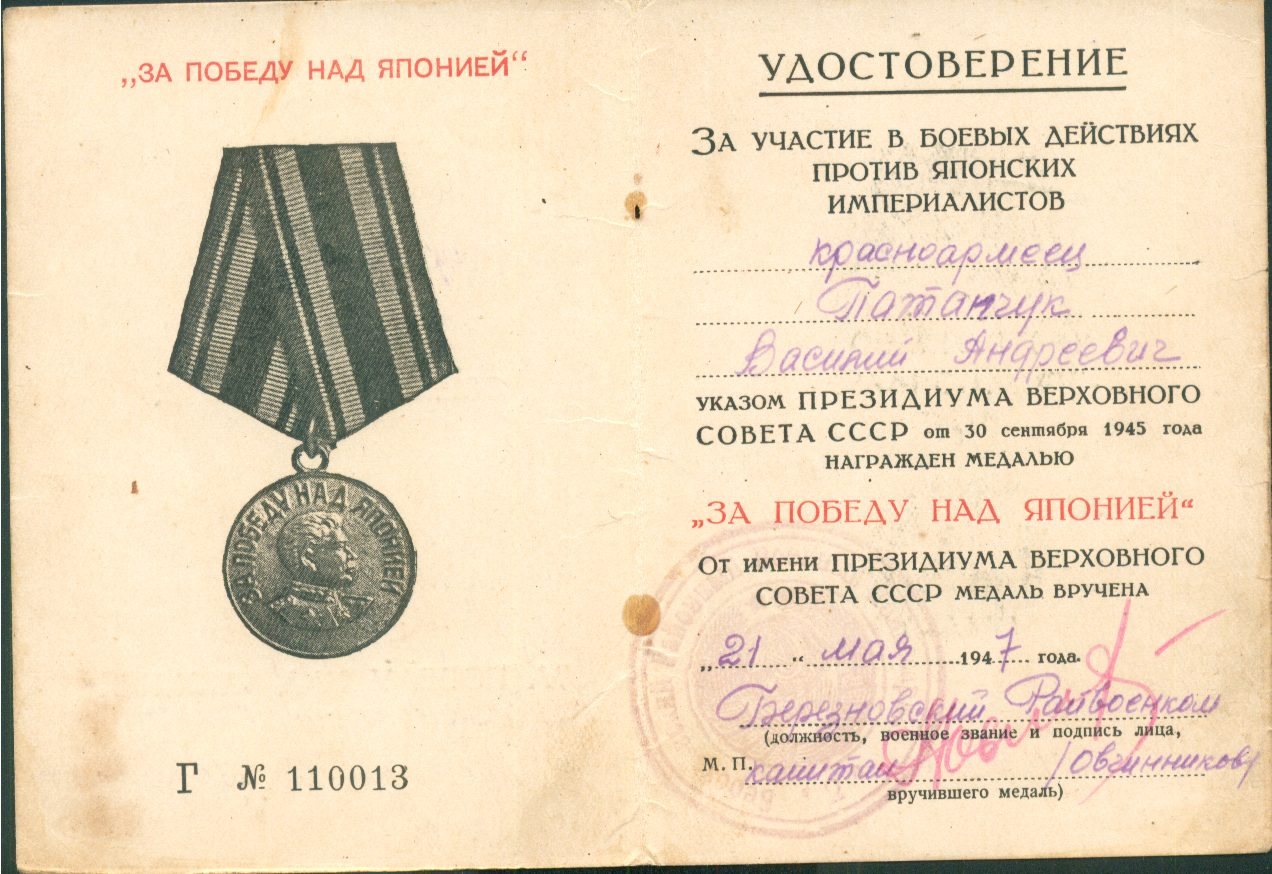
Osvědčení o udělení Medaile Za vítězství nad Japonskem